# Grand Prix de Wallonie 2023
63. ročník jednodenního cyklistického závodu Grand Prix de Wallonie se konal 13. září 2023 v belgickém regionu Valonsko. Vítězem se stal Španěl Gonzalo Serrano z týmu Movistar Team. Na druhém a třetím místě se umístili Belgičané Dylan Teuns (Israel–Premier Tech) a Jasper De Buyst (Lotto–Dstny). Závod byl součástí UCI ProSeries 2023 na úrovni 1.Pro.

## Týmy
Závodu se zúčastnilo 8 z 18 UCI WorldTeamů, 9 UCI ProTeamů a 4 UCI Continental týmy. Každý tým přijel na start se sedmi závodníky, avšak 2 závodníci neodstartovali, na start se tak postavilo 145 jezdců. Do cíle u Citadely Namur dojelo 119 z nich.
UCI WorldTeamy
- AG2R Citroën Team
- Alpecin–Deceuninck
- Arkéa–Samsic
- Cofidis
- Intermarché–Circus–Wanty
- Movistar Team
- Team Jayco–AlUla
- UAE Team Emirates

UCI ProTeamy
- Bingoal WB
- Human Powered Health
- Israel–Premier Tech
- Lotto–Dstny
- Q36.5 Pro Cycling Team
- Team Flanders–Baloise
- Team TotalEnergies
- Tudor Pro Cycling Team
- Uno-X Pro Cycling Team

UCI Continental týmy
- Hagens Berman Axeon
- Materiel-Velo.com
- Saint Piran
- Van Rysel–Roubaix–Lille Métropole

## Výsledky
| Pořadí | Jezdec                     | Tým                      | Čas        |
| ------ | -------------------------- | ------------------------ | ---------- |
| 1      | Gonzalo Serrano (ESP)      | Movistar Team            | 4h 42' 11" |
| 2      | Dylan Teuns (BEL)          | Israel–Premier Tech      | + 0"       |
| 3      | Jasper De Buyst (BEL)      | Lotto–Dstny              | + 3"       |
| 4      | Mathieu van der Poel (NED) | Alpecin–Deceuninck       | + 3"       |
| 5      | Fabio Christen (SUI)       | Q36.5 Pro Cycling Team   | + 3"       |
| 6      | Franck Bonnamour (FRA)     | AG2R Citroën Team        | + 3"       |
| 7      | Biniam Girmay (ERI)        | Intermarché–Circus–Wanty | + 3"       |
| 8      | Julien Simon (FRA)         | Team TotalEnergies       | + 3"       |
| 9      | Ewen Costiou (FRA)         | Arkéa–Samsic             | + 3"       |
| 10     | Rick Pluimers (NED)        | Tudor Pro Cycling Team   | + 3"       |